# Bifusella pini
Bifusella pini är en svampart som först beskrevs av Dearn., och fick sitt nu gällande namn av Darker 1967. Bifusella pini ingår i släktet Bifusella och familjen Rhytismataceae.   Inga underarter finns listade i Catalogue of Life.